# ستيفان كنول
ستيفان كنول هو شخصية أعمال وسياسي أسترالي، ولد في 1982. نشط حزبياً في حزب أستراليا الليبرالي (فرع جنوب أستراليا) ‏ والحزب الليبرالي الأسترالي. وقد انتخب وزير التخطيط ‏ (22 مارس 2018 – ) وانتخب Minister for Transport, Infrastructure and Local Government ‏ (22 مارس 2018 – ) وفي 2014 South Australian state election ‏، انتخب عضو المجلس النيابي لجنوب أستراليا ‏ عن دائرة Electoral district of Schubert ‏ وقد انضم خلال فترته النيابية ‏ (15 مارس 2014 – ) للكتلة البرلمانية حزب أستراليا الليبرالي (فرع جنوب أستراليا) ‏.

## وصلات خارجية
- الموقع الرسمي